# Тони Гейз
Тони Гейз (на английски: Tony Gaze) е австралийски пилот от Формула 1, роден е на 3 февруари 1920 г. в Сидни, Австралия.

## Кариера във Формула 1
Тони Гейз дебютира във Формула 1 през 1952 г. в Голямата награда на Белгия с тима на ХУМ, в световния шампионат на Формула 1 записва 4 участия като не успява да спечели точки. Състезава се само за отбора на ХУМ.